# (9106) Yatagarasu
(9106) Yatagarasu est un astéroïde de la ceinture principale.

## Description
(9106) Yatagarasu est un astéroïde de la ceinture principale. Il fut découvert le 3 janvier 1997 à Ōizumi par Takao Kobayashi. Il présente une orbite caractérisée par un demi-grand axe de 2,48 UA, une excentricité de 0,03 et une inclinaison de 5,5° par rapport à l'écliptique.

## Compléments